# Доњи Церовљани
Доњи Церовљани су насељено место у општини Дубица, раније у саставу бивше велике општине Костајница, у Банији, Хрватска.

## Историја
Доњи Церовљани су се од распада Југославије до августа 1995. године налазили у Републици Српској Крајини.

## Становништво
На попису становништва 2011. године, Доњи Церовљани су имали 76 становника.

## Попис 1991.
На попису становништва 1991. године, насељено место Доњи Церовљани је имало 265 становника, следећег националног састава:
| Попис 1991.‍  | Попис 1991.‍  | Попис 1991.‍ | Попис 1991.‍ | Попис 1991.‍ |
| ------------ | ------------ | ----------- | ----------- | ----------- |
|              |              |             |             |             |
| Срби         | Срби         |             | 168         | 63,40%      |
| Хрвати       | Хрвати       |             | 61          | 23,01%      |
| Југословени  | Југословени  |             | 15          | 5,66%       |
| остали       | остали       |             | 7           | 2,63%       |
| неопредељени | неопредељени |             | 14          | 5,28%       |
| укупно: 265  |              |             |             |             |